# Ferrari 365 Daytona
Pour les articles homonymes, voir Daytona.
La Ferrari 365 GTB/4 dite Daytona est une voiture de sport de grand tourisme, du constructeur automobile italien Ferrari. Produite en série en deux versions entre 1968 et 1973 : berline coupé 365 GTB/4 et cabriolet spider 365 GTS/4, elle entre dans la légende en étant la voiture de sport de série la plus puissante et rapide au monde de son époque, en concurrence avec la Lamborghini Miura.

## Origine du nom
La Ferrari 365 a été surnommée Daytona par les médias, en souvenir de la triple victoire historique de Ferrari aux 24 Heures de Daytona aux États-Unis en 1967, avec la victoire du prototype Ferrari 330 P4 piloté par Lorenzo Bandini et Chris Amon, face aux Ford GT40. Cette dénomination n'est cependant pas reconnue officiellement par la marque.

## Historique
En 1966, Ferruccio Lamborghini commercialise sa légendaire Lamborghini Miura, GT à moteur V12 central-arrière transversal qui révolutionne le monde des GT, en surpassant les Ferrari 275 GTB de l'époque. Le grand succès de ce concurrent pique au vif Enzo Ferrari qui décide de répliquer avec cette 365 GTB/4 Daytona à moteur V12 avant, conçue par le designer de Pininfarina Leonardo Fioravanti, et considérée comme un des chefs-d’œuvre historiques de la marque.

GTB/4 Berlinette coupé
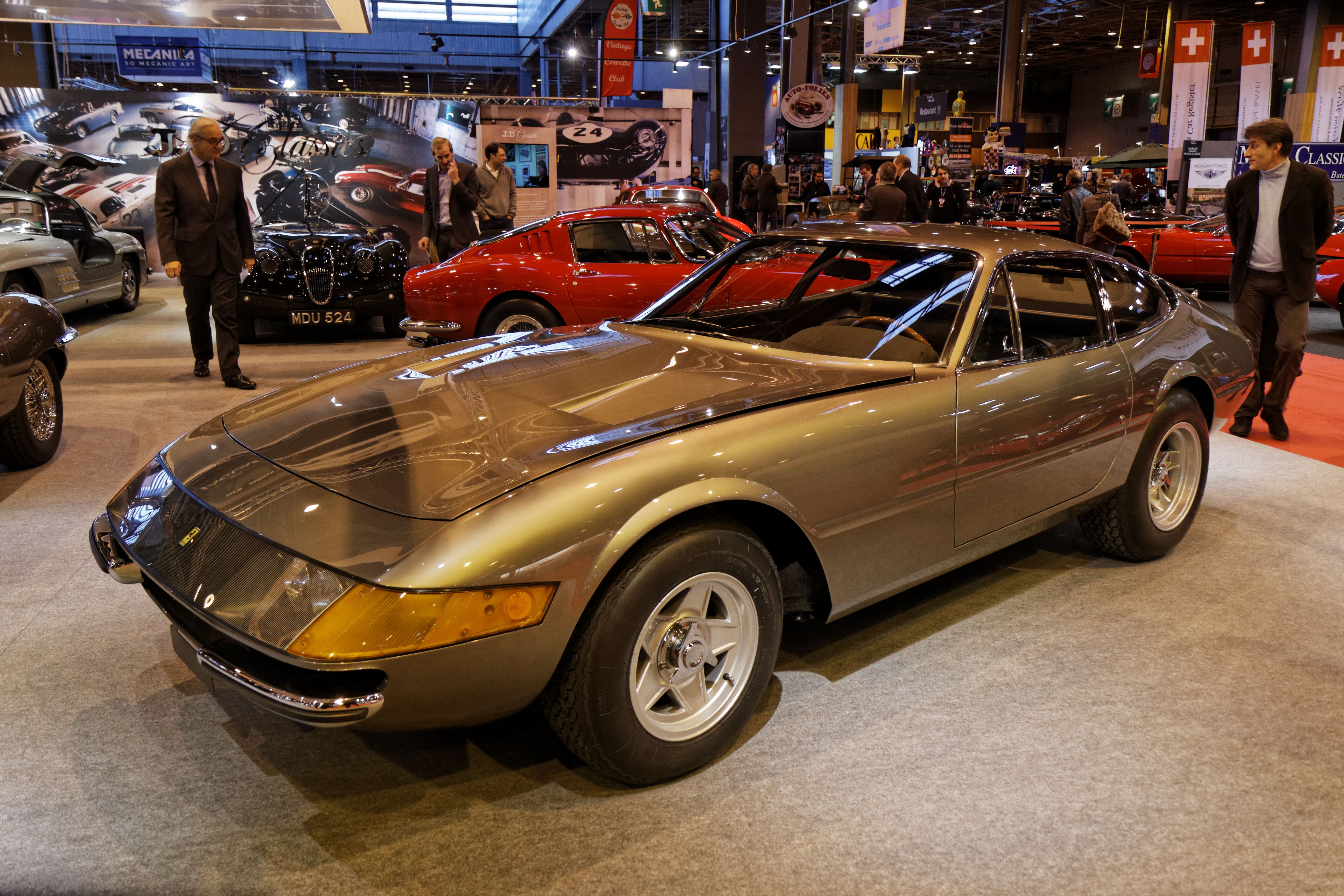
Rétromobile de Paris.
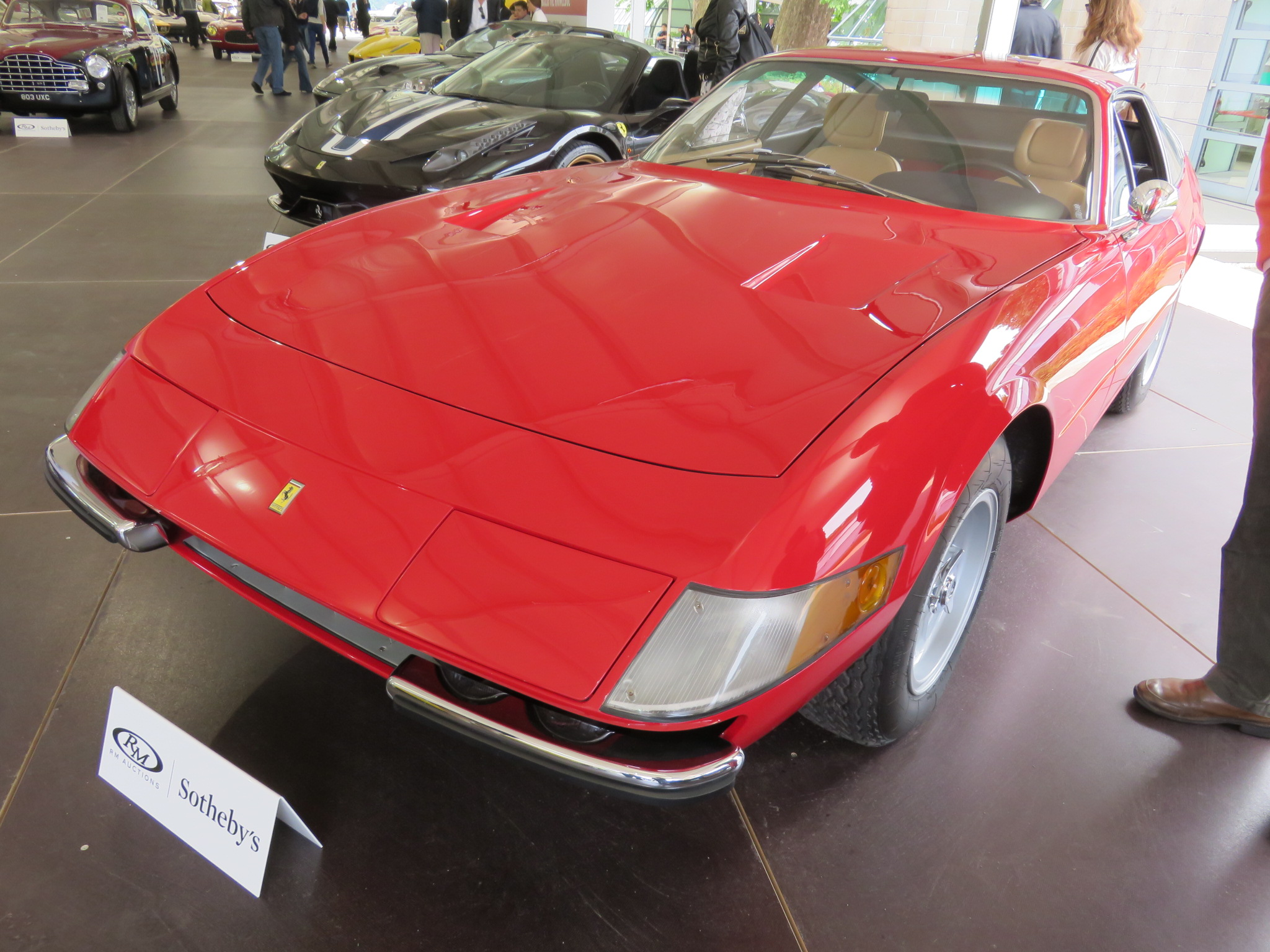
Concours d'élégance Villa d'Este.
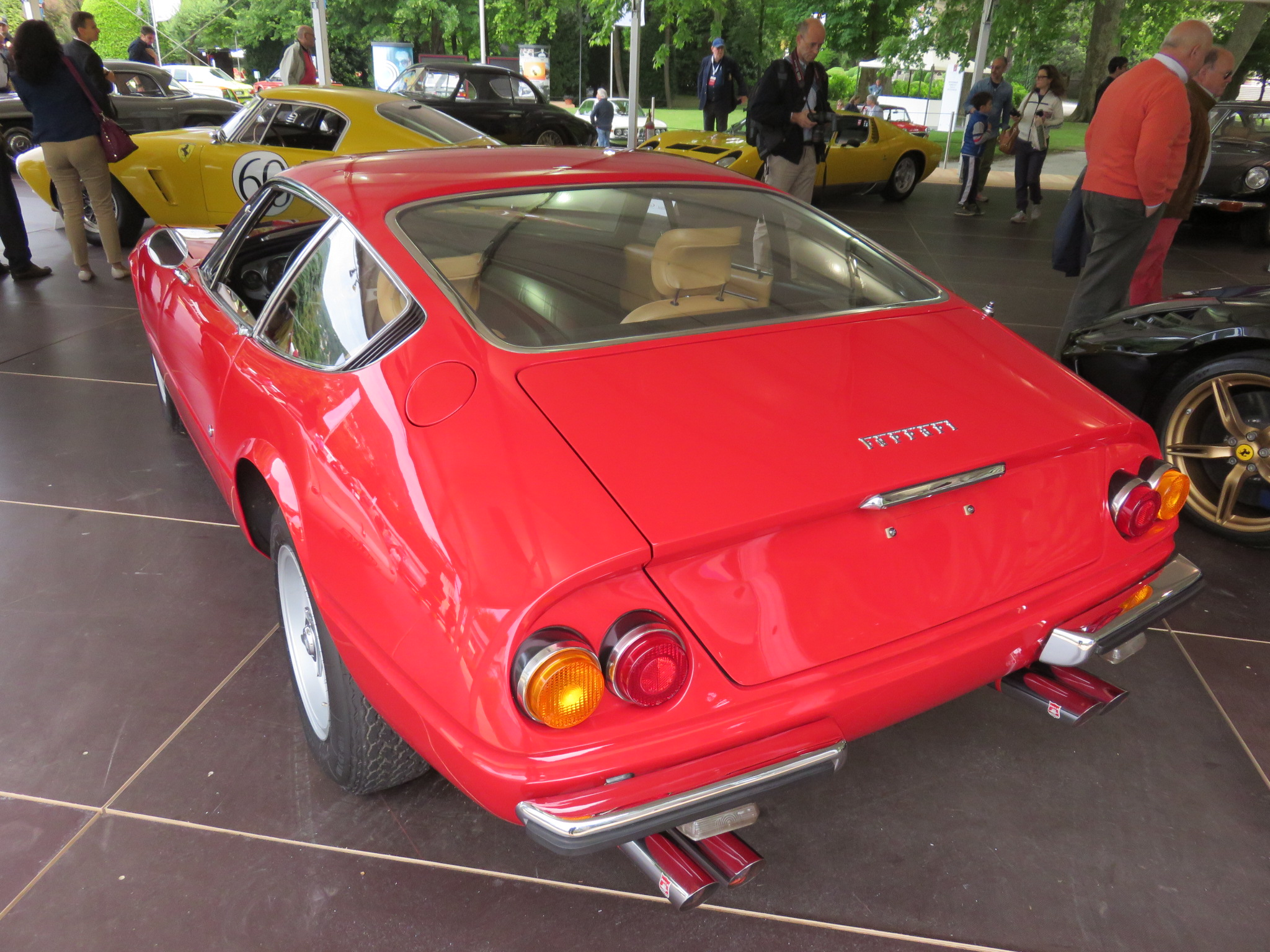
Concours d'élégance Villa d'Este.
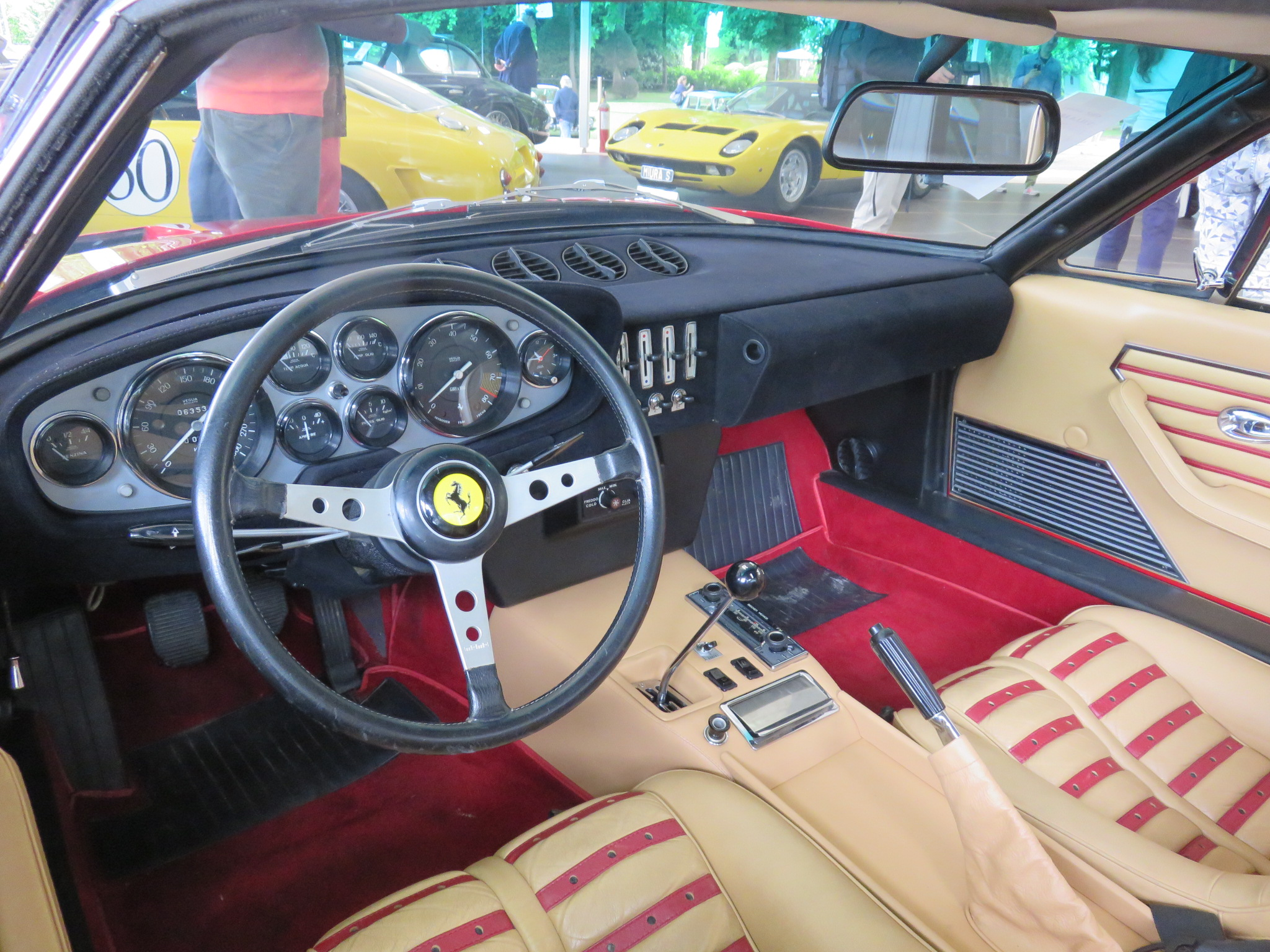

Elle est dévoilée avec un vif succès au Mondial de l'automobile de Paris 1968. Succédant aux Ferrari 250 GTO, Ferrari 250 GT California Spyder et Ferrari 275 GTB/4, la Daytona est, comme ses devancières, une berlinette à propulsion à moteur avant, de conception classique, conforme à la vision qu'a Enzo Ferrari des automobiles de sport. 

GTS/4 Spider cabriolet
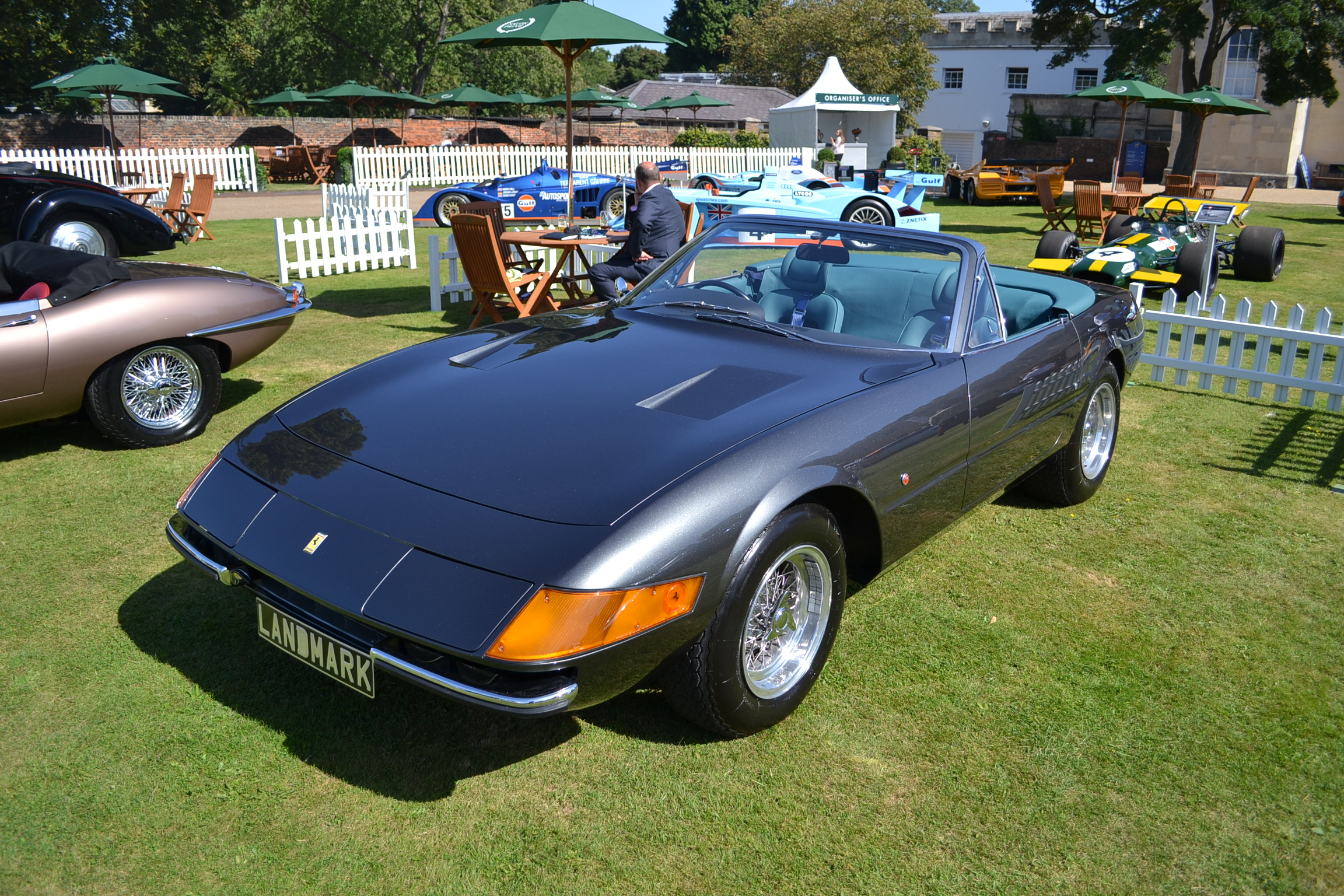
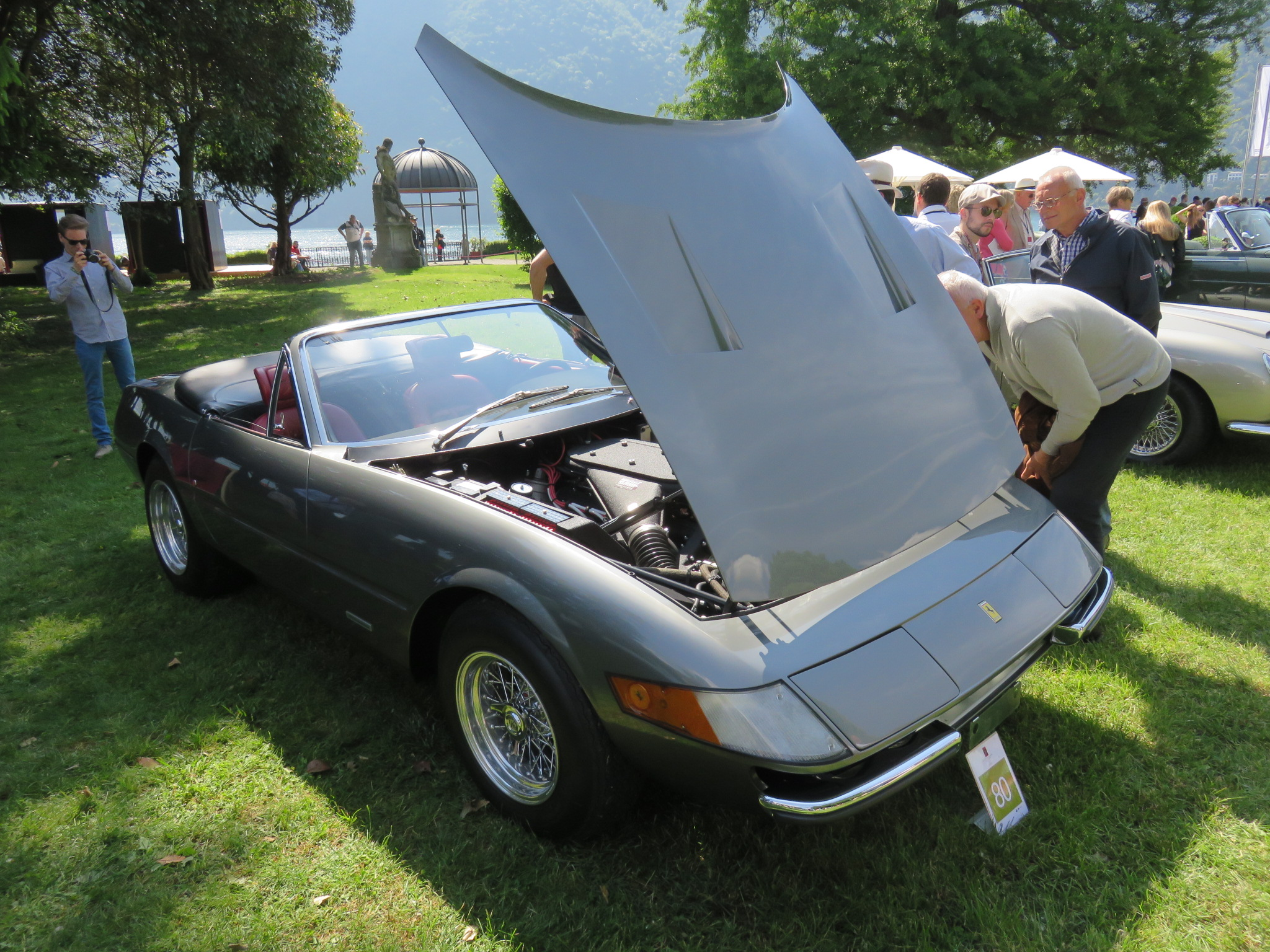
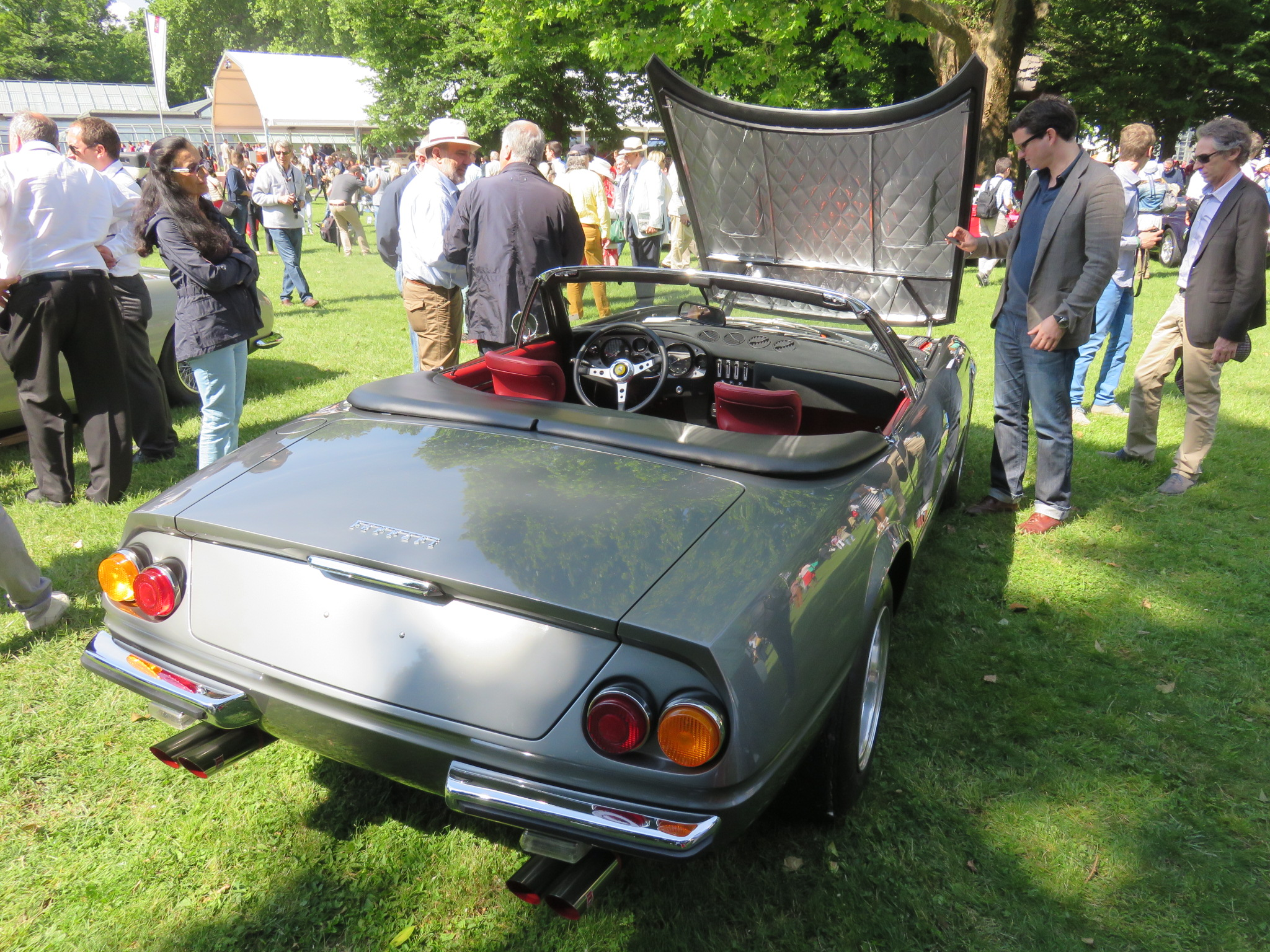
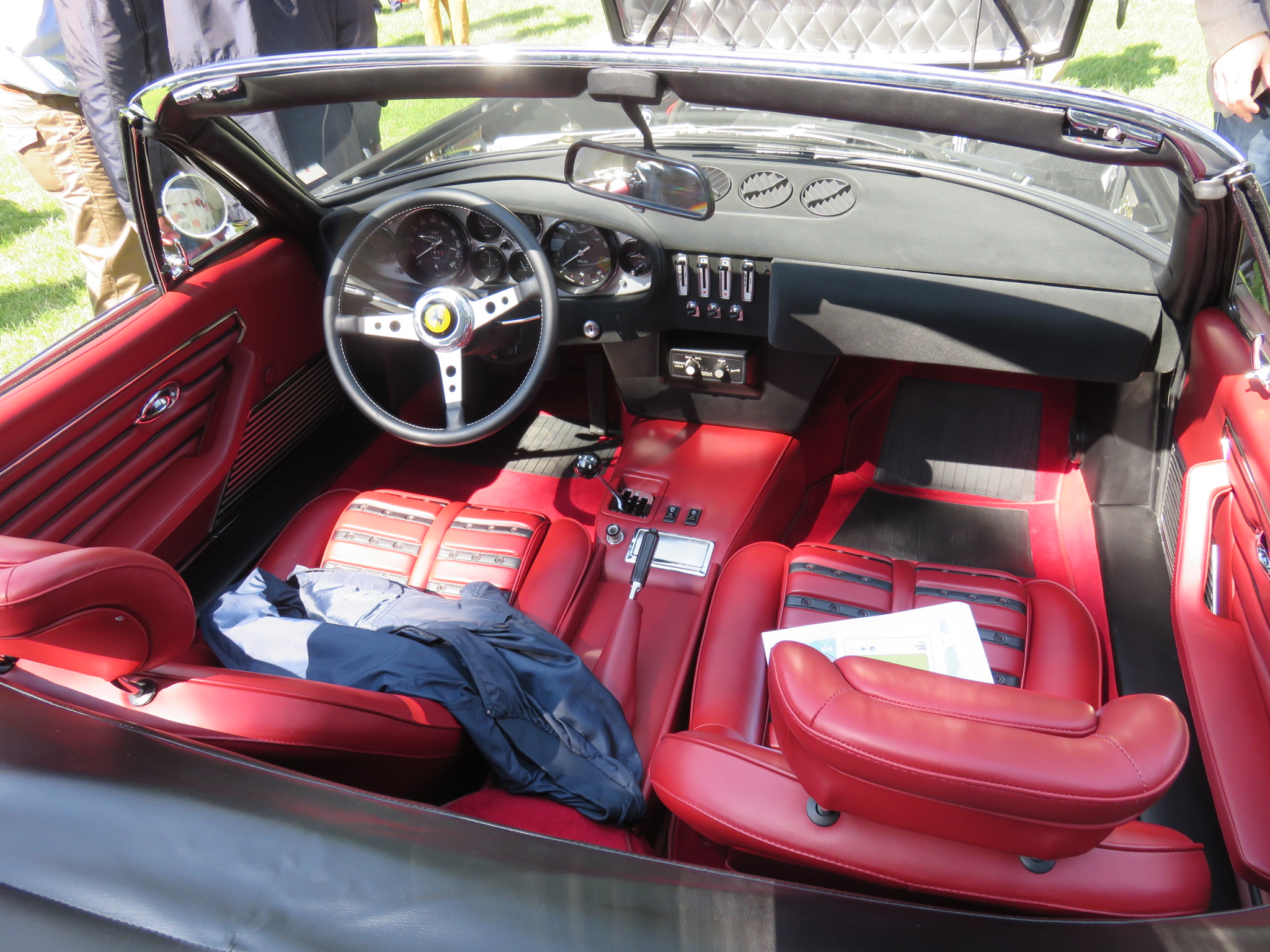

Concurrente des Lamborghini Miura, Maserati Ghibli I et autre Iso Grifo, elle est remplacée en 1973 par la Ferrari 365 GT4 BB à moteur en position centrale arrière, puis par les Ferrari 512 BB... Il faudra attendre la sortie en 1996 de la Ferrari 550 Maranello pour retrouver l'architecture classique de berlinette 2 places à Moteur V12 à l'avant si chère au Commendatore.
Son grand succès, ses performances d’élite, ses lignes, sa rareté et son palmarès en course lui valent une cote d'exception, avec des modèles originaux qui se négocient fréquemment, au titre d'automobile de collection très recherchées, à des prix supérieurs à 700 000 € pour les berlines et 1 à 4 millions € pour les spiders cabriolets. De nombreux modèles en circulation sont des répliques.

### Carrosserie
La Ferrari 365 est déclinée en deux versions, fabriquées par le carrossier Carrozzeria Scaglietti, partenaire historique voisin de l'Usine Ferrari de Maranello :
- GTB/4 Berlinette coupé à 1 284 exemplaires
- GTS/4 Spider cabriolet à 122 exemplaires (inspiré des Ferrari 250 GT California Spyder)

Elle reprend le style moderne pour l'époque d'un arrière très court et d'un capot très long, avec portières et capot en aluminium. La proue des 500 premiers modèles (dit « plexi ») est ceinturée d'un bandeau en perspex, qui accueille quatre phares apparents fixes profilés sous le carénage, et domine une bouche fendue par deux demi-phares. Une seconde série d'environ 800 exemplaires est produite avec des phares escamotables pour le marché américain.
La voiture arbore de nouvelles roues en étoile à cinq branches, clin d'œil à la Formule 1. Celles-ci sont chaussées de pneumatiques Michelin, une première qui marque le début d'une longue collaboration entre l'Usine Ferrari de Maranello et la marque française.  
En 1975, un modèle spécial "One-Off" a été construit, la 365 GTB/4 Shooting Break. Basée sur la 365 GTB/4 Daytona, elle est estimée 475 000 $.

### Motorisation
Développé à partir du moteur V12 Ferrari Colombo de la Ferrari 275 GTB/4 précédente, ce moteur baptisé Type 251 est poussé à 4,4 litres, pour 352 chevaux et 281 km/h de vitesse de pointe, avec quatre arbres à cames en tête et carter sec, à deux soupapes par cylindre, simple allumage et chambres de combustion hémisphériques, alimentés par 6 carburateurs Weber double corps de 40 mm. 

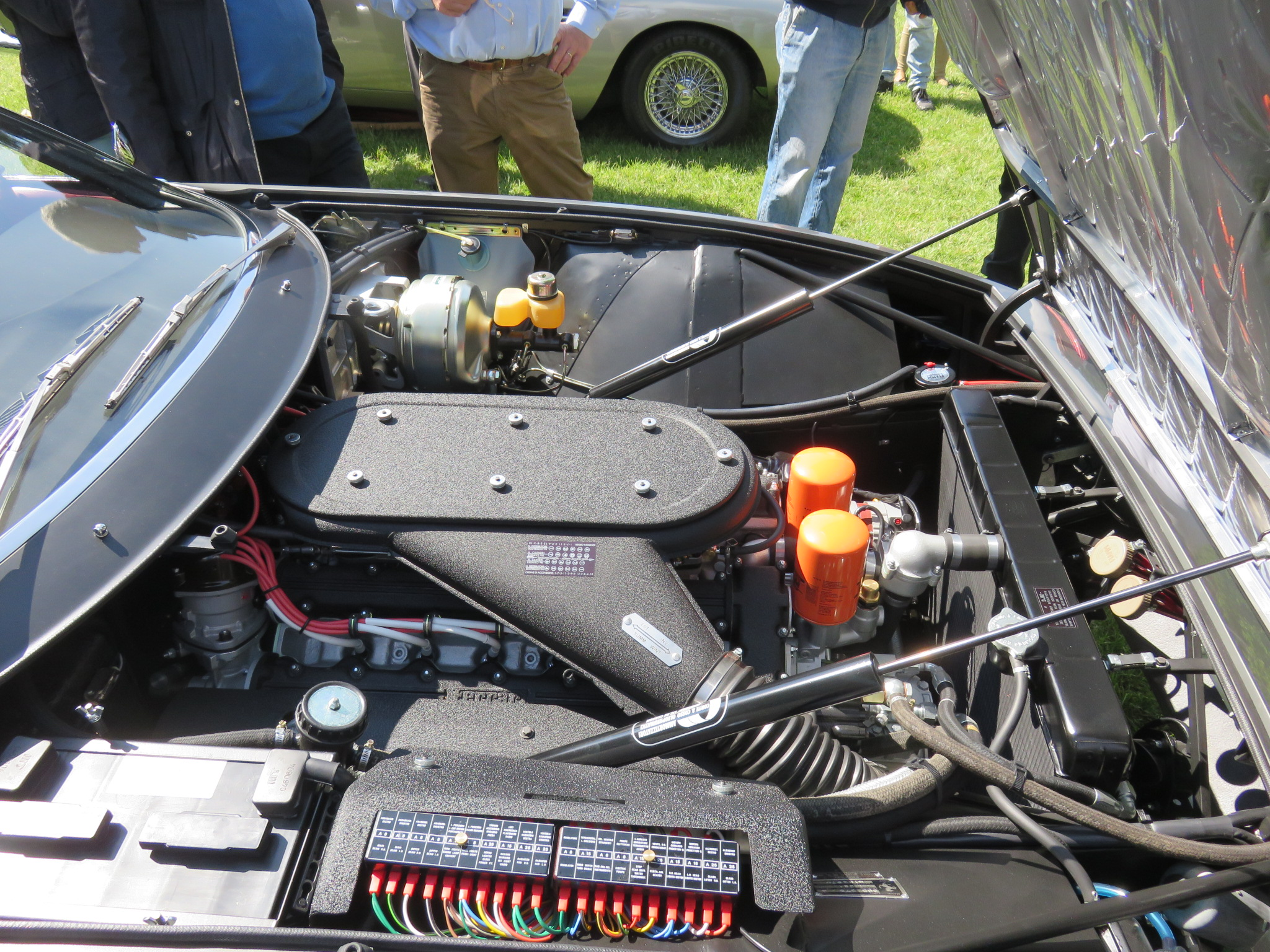
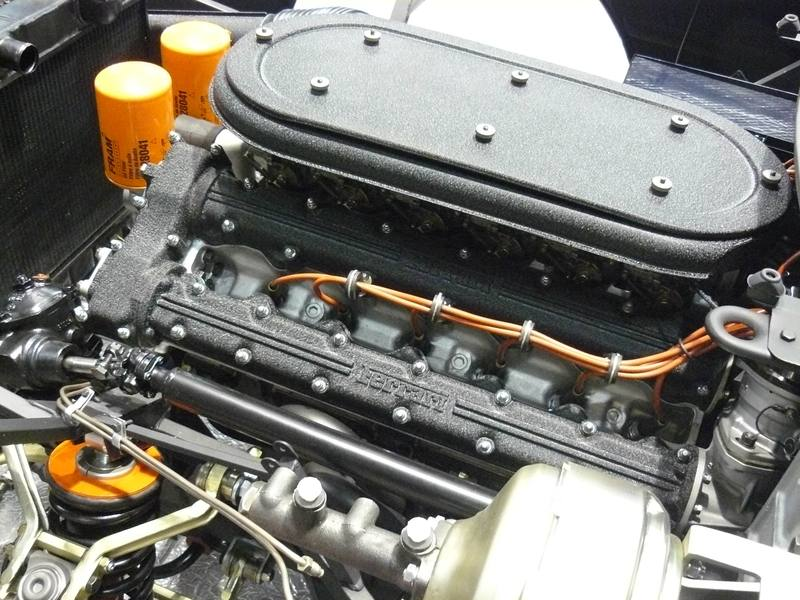

L'architecture de transmission est de type transaxle, la boîte de vitesses est donc positionnée sur le pont arrière, pour garantir une bonne répartition des masses entre les trains avant et arrière. Le réservoir à une contenance de 98 litres de carburant.

### Compétition
Alors que Ferrari commercialise traditionnellement des modèles GT conçus sur des bases de voitures de course aux palmarès de prestige, la Daytona suit le chemin inverse. En 1969 une première version de course est préparée sans succès pour les 24 Heures du Mans 1969. Entre 1970 et 1973, 3 séries de 5 modèles chacun sont préparés avec entre autres des carrosseries allégées en aluminium, fibre de verre et plexiglass. Les moteurs d'origine de 352 chevaux sont poussés en 1972 à 400 chevaux pour une vitesse maxi de 297 km/h, puis 450 ch en 1973.

GTB/4 Daytona Competizione
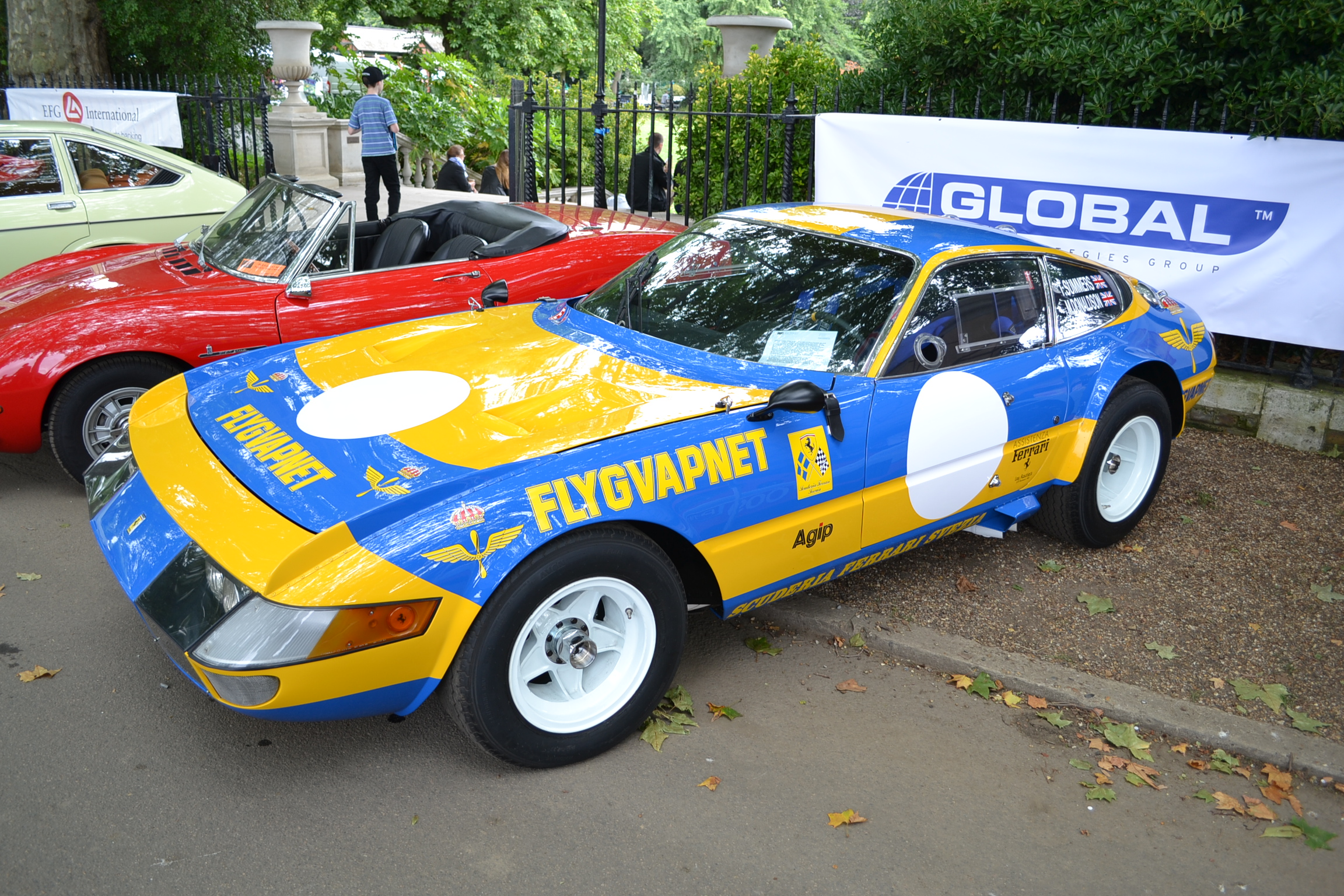
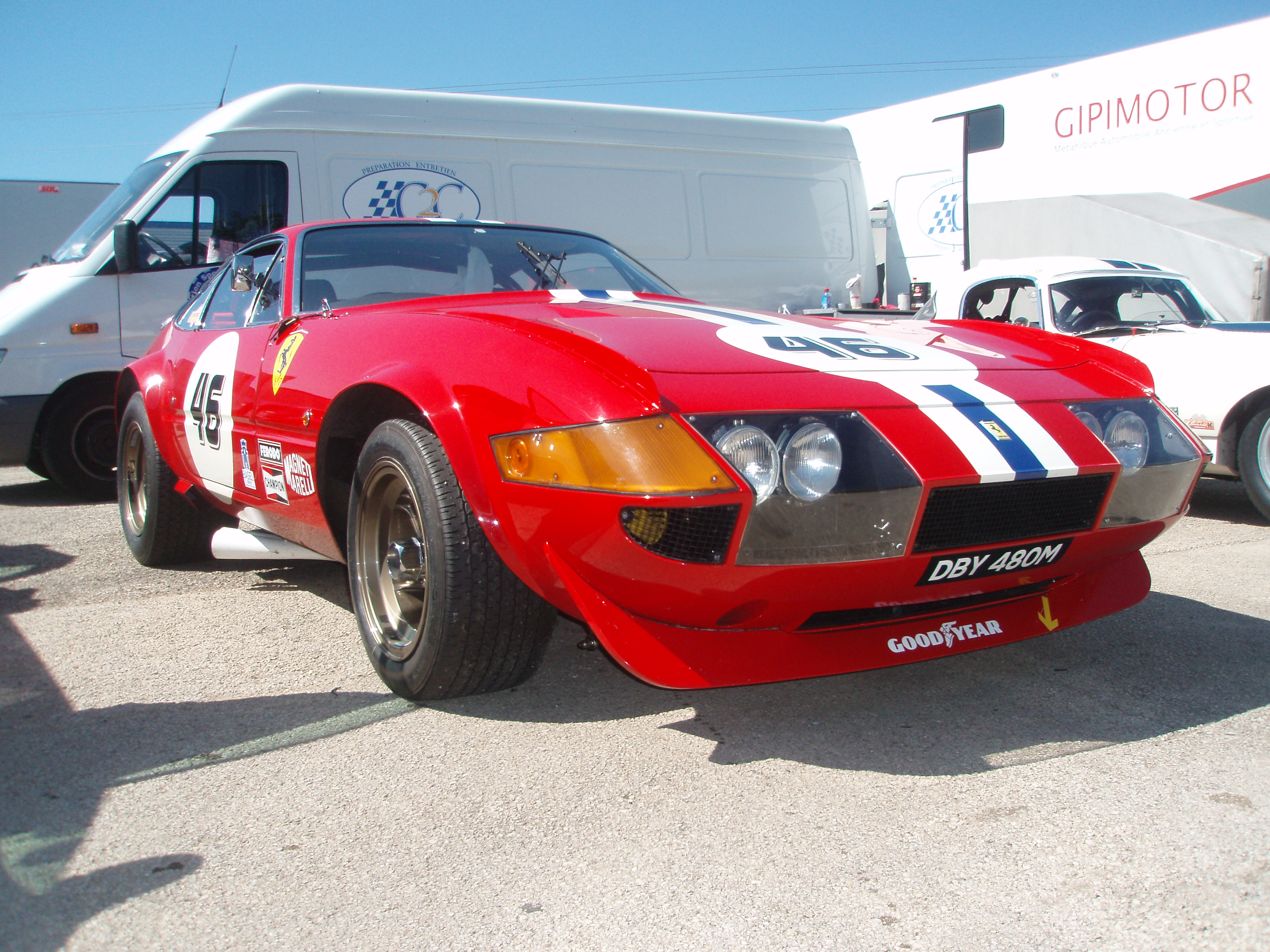
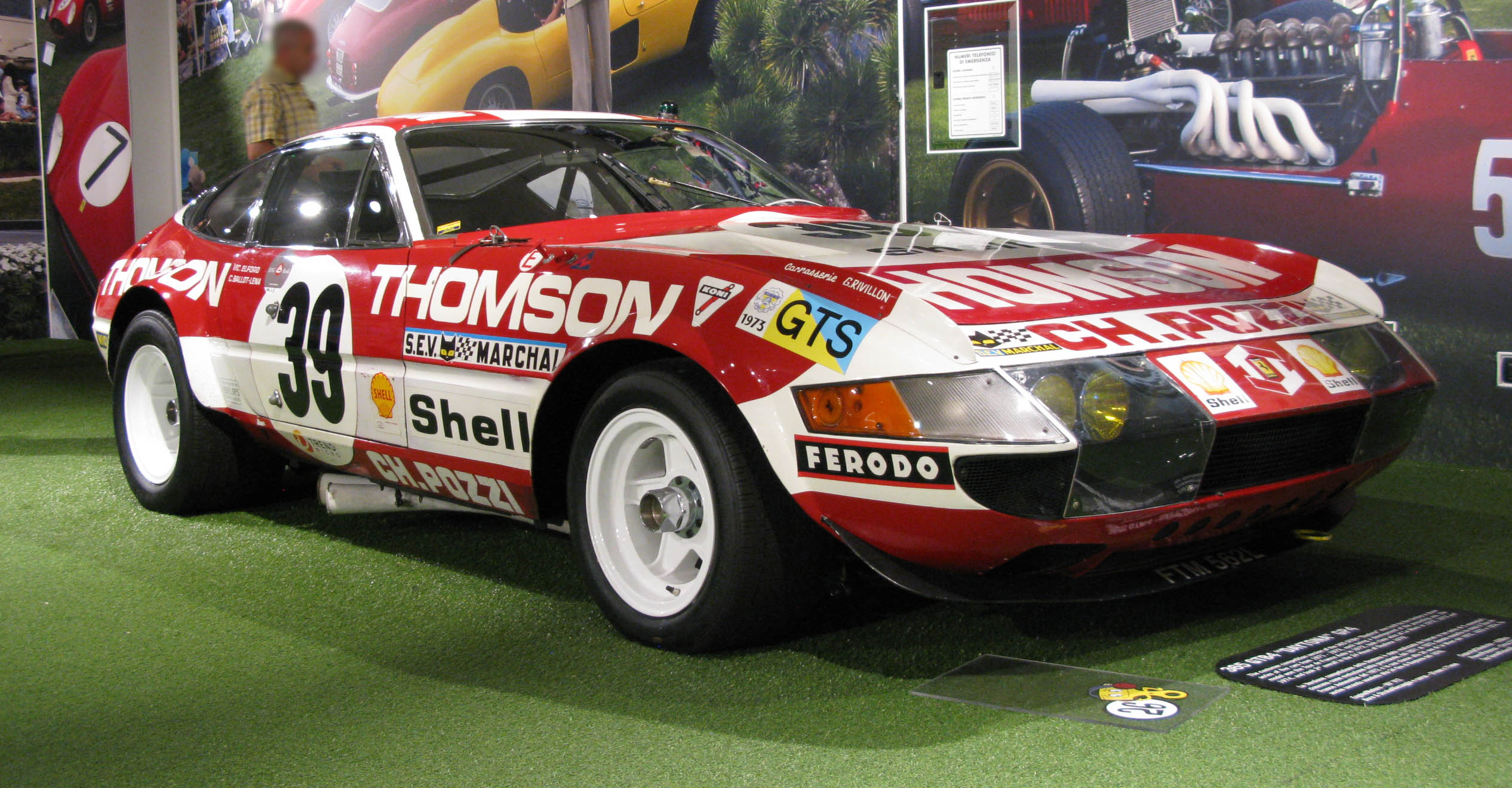
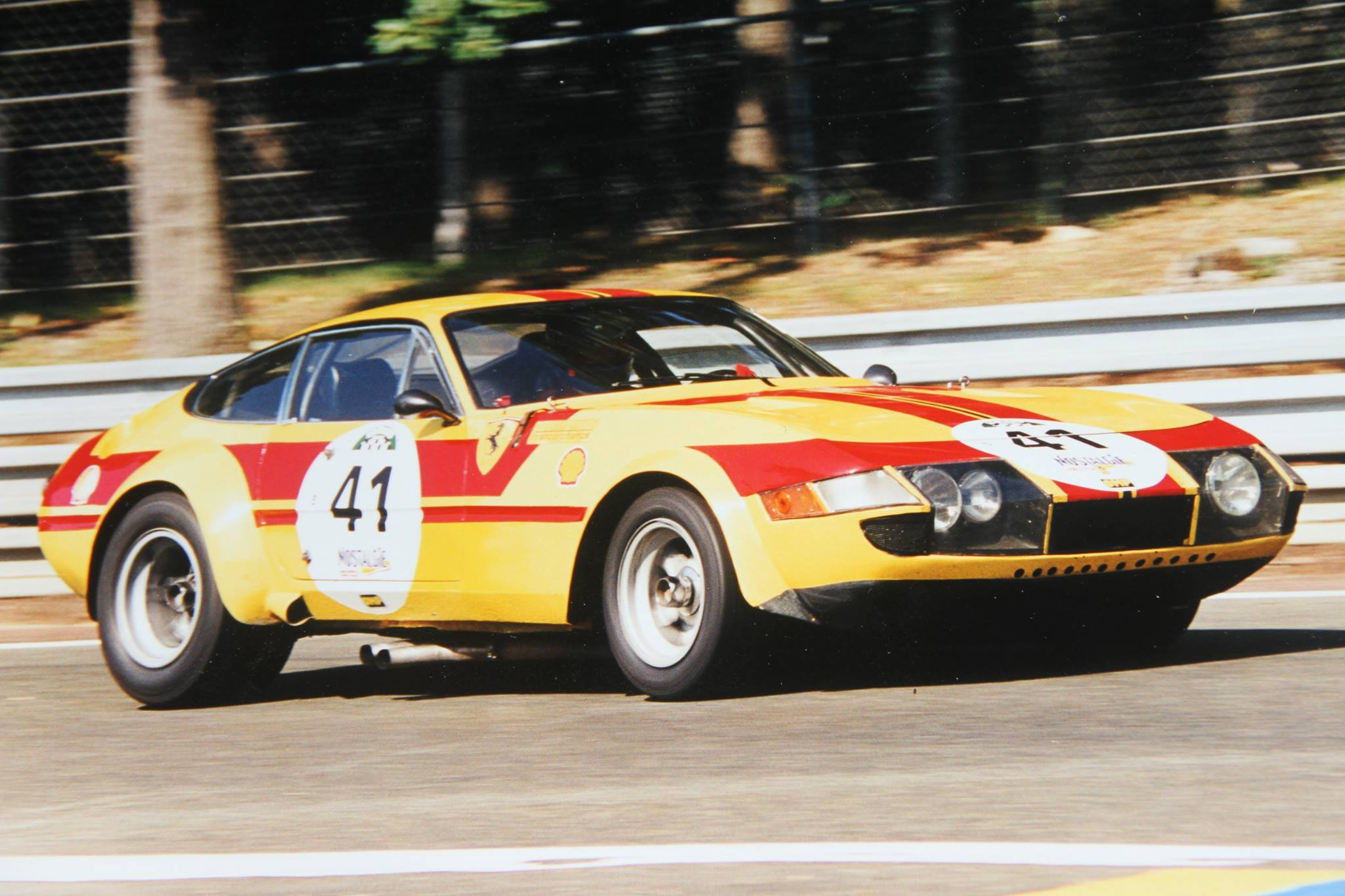

Fin août 1971, la production de Daytona atteint les 500 modèles exigés pour l'homologation de la FIA dans la catégorie International Groupe 4. 
Les Ferrari 365 Daytona n'ont pas été engagées officiellement en course par Ferrari, mais ont participé, à titre privé, à de nombreuses compétitions automobiles, dont le Championnat du monde des voitures de sport, les 24 Heures du Mans 1971, 1972, 1973, 1974, 1975, 1977, 1978, Le Cannonball 1979..., avec une seconde place historique remarquable aux 24 Heures de Daytona de 1979, cinq ans après la fin de leur fabrication.
La Ferrari 365 Daytona est également lauréate de très nombreux prix de concours d'élégance d'automobiles de collection dans le monde.  

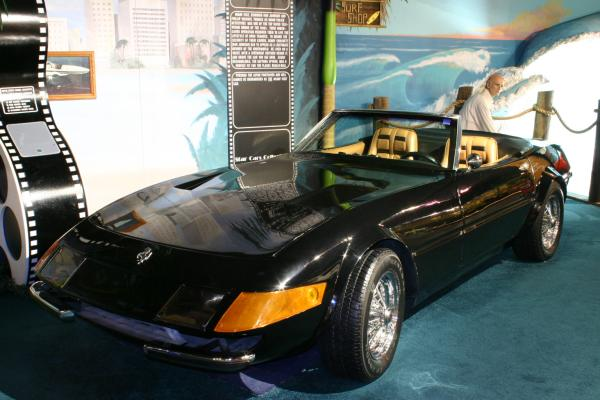
Réplique de GTS/4 Spider cabriolet de la série Deux flics à Miami.

## Télévision
- une célèbre réplique, sur base de Chevrolet Corvette fabriquée par McBurnie Coachcraft (en), est utilisée dans de nombreux épisodes de la série Deux flics à Miami dans les années 1980, et conduite par l'acteur Don Johnson, avant d’être remplacée plus tard par une Ferrari Testarossa, puis par une Ferrari F430, dans le film Miami Vice : Deux flics à Miami de 2006.